# 17 Korpus Strzelecki (ZSRR)

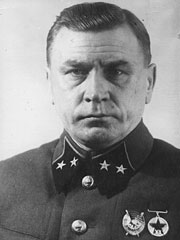
Iwan Gałanin, jeden z dowódców 17 KS

17 Korpus Strzelecki (ros. 17-й стрелковый корпус)  – wyższy związek taktyczny Armii Czerwonej z okresu II wojny światowej.
Sformowany został w 1922 roku. W 1939 roku wchodził w skład 6 Armii i wraz z wojskami III Rzeszy i Słowacji od 17 września brał udział w najeździe na Polskę. 
W 1941 roku, w czasie niemieckiego ataku na Związek Radziecki korpusem należącym do 12 Armii dowodził gen. mjr Iwan Gałanin.

## Dowódcy korpusu
- komdiw Konstantin Kołganow
- gen. mjr Iwan Gałanin (14.03.1941 - 26.08.1941)[4]

## Struktura organizacyjna
Skład w 1939 roku:
- 96 Dywizja Piechoty
- 97 Dywizja Piechoty
- 10 Brygada Pancerna
- 38 Brygada Pancerna

Skład 22 czerwca 1941 roku:
- 60 Dywizja Górska
- 69 Dywizja Górska
- 164 Dywizja Piechoty